# Milorad Arsenijević
Milorad Arsenijević, in serbo Милорад Арсенијевић? (Smederevo, 6 giugno 1906 – Belgrado, 18 marzo 1987), è stato un calciatore e allenatore di calcio jugoslavo.

## Carriera
Arsenijević giocò per il Beogradski SK che nel 1957 divenne OFK di Belgrado e per la Nazionale jugoslava con la quale prese parte al Mondiale 1930.
Partecipò al Mondiale 1950 come allenatore della sua Nazionale.